# Yarra Glen
Yarra Glen – miejscowość w Wiktorii należąca do aglomeracji Melbourne położona 40 km na północny wschód od centrum Melbourne. Według spisu z 2011 w Yarra Glen mieszkało 2611 osób, należy do hrabstwa Yarra Ranges
Pierwotna nazwa miejscowości brzmiała Yarra Flats, nazwał uległa zmianie w 1889 kiedy do miasta doprowadzono linię kolejową. Miasto poważnie ucierpiało w czasie pożarów Black Friday (1939) i 2009.